# Procleomenes mioleucus
Procleomenes mioleucus är en skalbaggsart som beskrevs av Holzschuh 1998. Procleomenes mioleucus ingår i släktet Procleomenes och familjen långhorningar. Inga underarter finns listade i Catalogue of Life.